# Columbine (Colorado)
Pour les articles homonymes, voir Columbine.
Columbine est une census-designated place des comtés d'Arapahoe et de Jefferson, au Colorado, aux États-Unis. Elle se situe près de Littleton et entra dans les mémoires à la suite de la fusillade du lycée Columbine.

## Démographie
| 1980   | 1990   | 2000   | 2010   | - | - |
| ------ | ------ | ------ | ------ | - | - |
| 23 523 | 23 969 | 24 095 | 24 280 | - | - |